# Lophuda purpuraria
Lophuda purpuraria är en fjärilsart som beskrevs av Paul Dognin 1914. Lophuda purpuraria ingår i släktet Lophuda och familjen nattflyn. Inga underarter finns listade i Catalogue of Life.